# Puchaczów
Puchaczów – wieś w Polsce położona w województwie lubelskim, w powiecie łęczyńskim, w gminie Puchaczów. Obok miejscowości przepływa niewielka rzeka Świnka, dopływ Wieprza.
| SIMC    | Nazwa             | Rodzaj  |
| ------- | ----------------- | ------- |
| 0389802 | Puchaczów-Kolonia | kolonia |

W latach 1954-1972 wieś była siedzibą gromady Puchaczów. W latach 1975–1998 miejscowość administracyjnie należała do ówczesnego województwa lubelskiego.
Miejscowość jest sołectwem, siedzibą gminy Puchaczów, przejściowo była siedzibą gminy Brzeziny. Według Narodowego Spisu Powszechnego z roku 2011 wieś liczyła 718 mieszkańców.
Historycznie położona jest w Małopolsce (początkowo w ziemi sandomierskiej, a następnie w ziemi lubelskiej).

## Historia

### Początki osadnictwa
Początków Puchaczowa należy doszukiwać się na lewym brzegu rzeki Jagielnicy zwanej też Jagielną (obecnie rzeka Świnka), w miejscu gdzie obecnie leży Stara Wieś. Ziemie te możny rycerz Jaksa darował w latach dwudziestych XII wieku klasztorowi benedyktynów z Sieciechowa. Jan Długosz, wspominając owe wydarzenia, wymienia pięć jezior znajdujących się w tej okolicy: Osthwisz, Ostwiszek lub Osthwisz-minor, Nadrip, Rikoczew i Teszsczin.
Zarówno rzeka Wieprz, jak i wpadająca do niego Jagielnica były wówczas rzekami spławnymi, a wspomnienie przez Długosza jeziora zasobne w ryby. Na ich brzegach zaczęły powstawać osady i tak ziemie te, dotąd niezamieszkane i dzikie, zaludniły się.
Ożywienie osadnictwa na tych terenach należy powiązać z faktem zjednoczenia państwa polskiego w XIV w. i rządami Władysława Łokietka, a następnie wschodniej polityce Kazimierza Wielkiego, która doprowadziła do przyłączenia do Polski księstwa halicko-włodzimierskiego. Dzięki przesunięciu granicy daleko za Bug skończył się okres pogranicznego położenia tych ziem.
Tutejsze osady należały do możnowładców małopolskich: krakowskich i sandomierskich. Przedstawicielem rodu Gryfów z małopolski był właśnie Jaksa z Miechowa, o którym Długosz pisał: „Jaxa dux cuius stirus est ignota”. Ufundował on klasztory w Miechowie i Zwierzyńcu, a ożenił się z córką Piotra Włostowica.

### Średniowiecze
W roku 1428 Łęczna Mniska (Lanczna monachorum) w źródłach historycznych jest już wyraźnie odróżniana od nadwieprzańskiej wsi Łęczna (Lanczna), która ciągnęła się na prawym brzegu Jagielnicy jej ujścia do Wieprza. Łęczna Mniska, czyli obecny Puchaczów określana jest jako wieś klasztorna (punkt duszpasterski), a położona była w miejscu obecnej Starej Wsi (puchaczowskiej). Długosz odnotował ją jako „Lanczna villa” w parafii Łęczna miasto.
Na terenie ówczesnej wsi klasztornej Puchaczów wznosił się drewniany klasztor benedyktyński, stojący na opoce w otoczeniu leśnego gąszczu. Z czasem ludność służebna, podległa klasztorowi, zaczęła się osiedlać bliżej klasztoru, tworząc nową osadę na prawym brzegu Jagielnicy.
W 1526 roku opat klasztorny Maciej wystąpił o przywilej na założenie miasta mającego nazywać się „PUCHACZOWEM”. W 1527 r. Puchaczów prawa miejskie otrzymał od króla Zygmunta I Starego, a nowe miasto osadzono na gruntach Mińskiej Łęcznej. Dotychczasową wieś zaczęto nazywać Starą Wsią.
W latach 1527–1870 miasto benedyktynów sieciechowskich, w 1786 roku położone w powiecie lubelskim województwa lubelskiego, własność opata sieciechowskiego, wchodziło w skład klucza puhaczowskiego. 
Nazwa miejscowości, utożsamiana z legendarnym „Puchaczem”, pochodziła od nazwiska „Puchaczowski” – pierwszego zarządcy dóbr.

### Jarmarki i targi
Puchaczów, lokowany na prawie niemieckim, otrzymał przywilej na trzy jarmarki doroczne i jeden targ cotygodniowy, które w początkowym okresie odbywały się w każdy wtorek. Jarmarki trwały kilka dni i odbywały się: wiosenny na św. Stanisława (po 8 maja), letni na Przemienienie Pańskie (6 sierpnia) i jesienny na św. Marcina (3 listopada).
Ówczesnym targowiskiem był plac nieopodal drewnianego kościoła – klasztoru tzw. „Kozi Rynek”, którego powstanie i nazwę należy wiązać z rozwiniętą hodowlą i sprzedażą kóz oraz innych zwierząt gospodarskich.
Wobec wielu trudności z porozumieniem z generałem pruskim Fryderykiem Kalkreuthem – właścicielem Łęcznej, władze austriackie brały pod uwagę możliwość przeniesienia łęczyńskich jarmarków, cieszących się wówczas międzynarodową sławą, do miasteczka skarbowego Puchaczowa gdzie były podobne warunki dla postoju bydła i koni jak w Łęcznej. Zrezygnowano jednak z ich przeniesienia wobec konieczności przeprowadzenia w Puchaczowie wielu prac przygotowawczych oraz inwestycji komunalnych. W międzyczasie władze austriackie oddały Puchaczów (za Siedlce) we władanie Adama Czartoryskiego i sprawa upadła.
W okresie wojen 1806–1807 jarmarki podupadły i nawet jarmark bożocielny w Łęcznej wypadł słabo. W roku następnym było już lepiej, a to za sprawą – jak to określiły władze austriackie „patriotycznego czynu ks. Adama Czartoryskiego” – który udostępniał bezpłatnie na pastwiska dla przechodzącego bydła lasy i łąki w swoich dobrach puchaczowskich.
Było to wydarzenie nie lada, gdyż na udanych łęczyńskich jarmarkach korzystały również dobra puchaczowskie, co może potwierdzić rok 1803 kiedy leśniczy „wymusił” na kupcach po 30 zł spaśnego za korzystanie z tutejszych łąk i lasów.

### Początki parafii w Puchaczowie

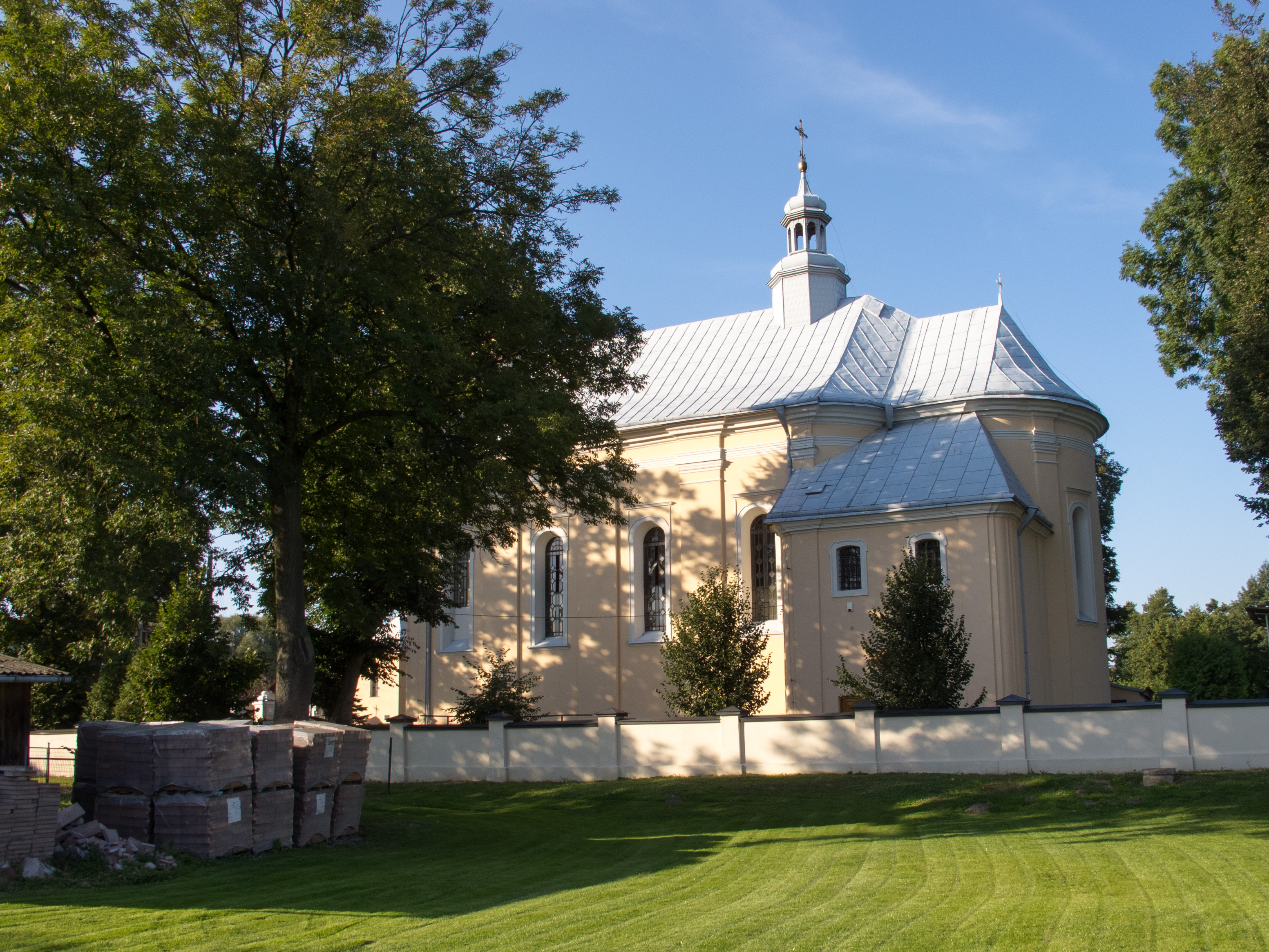
Kościół pw. Wniebowzięcia NMP

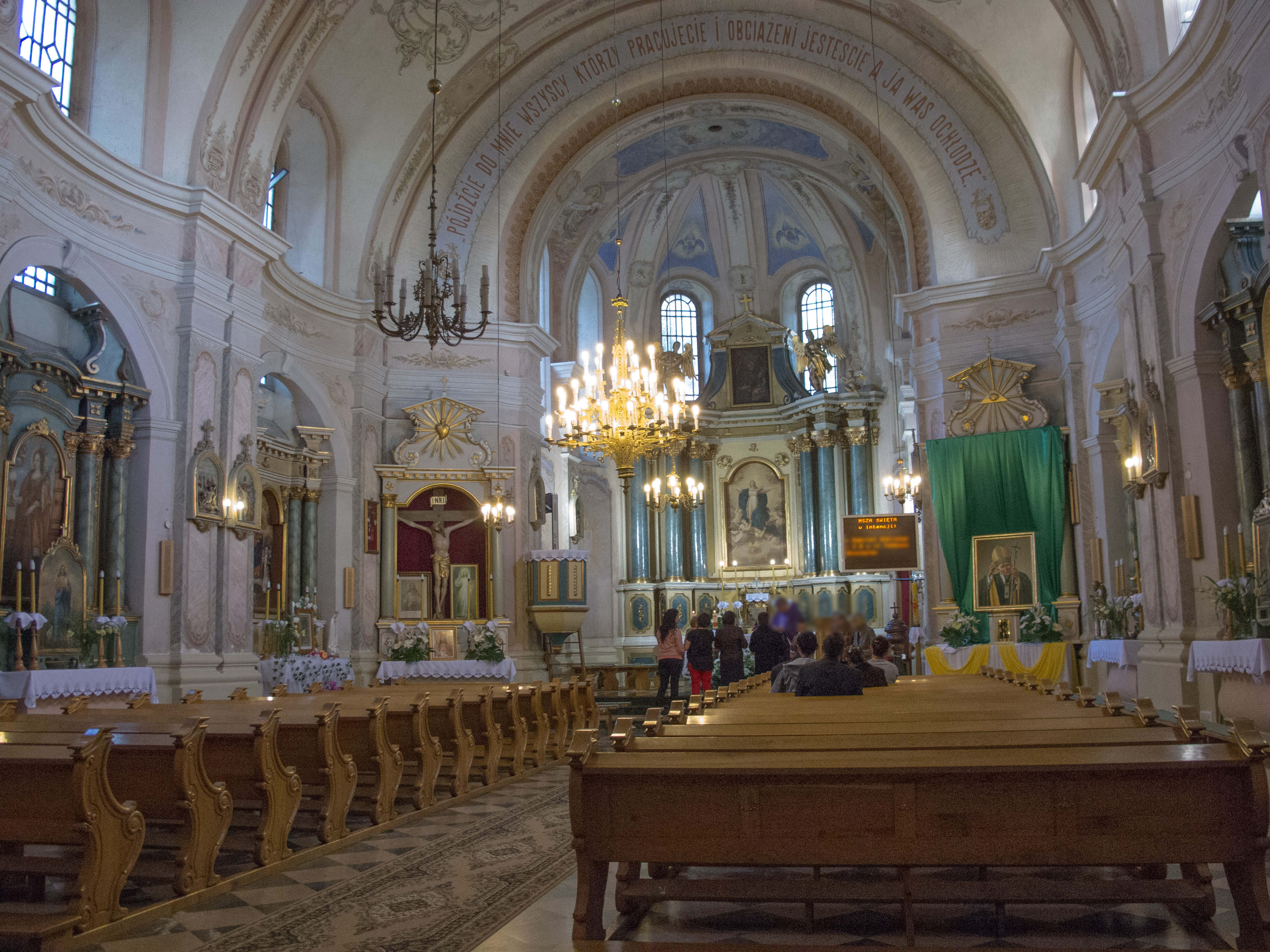
Wnętrze kościoła

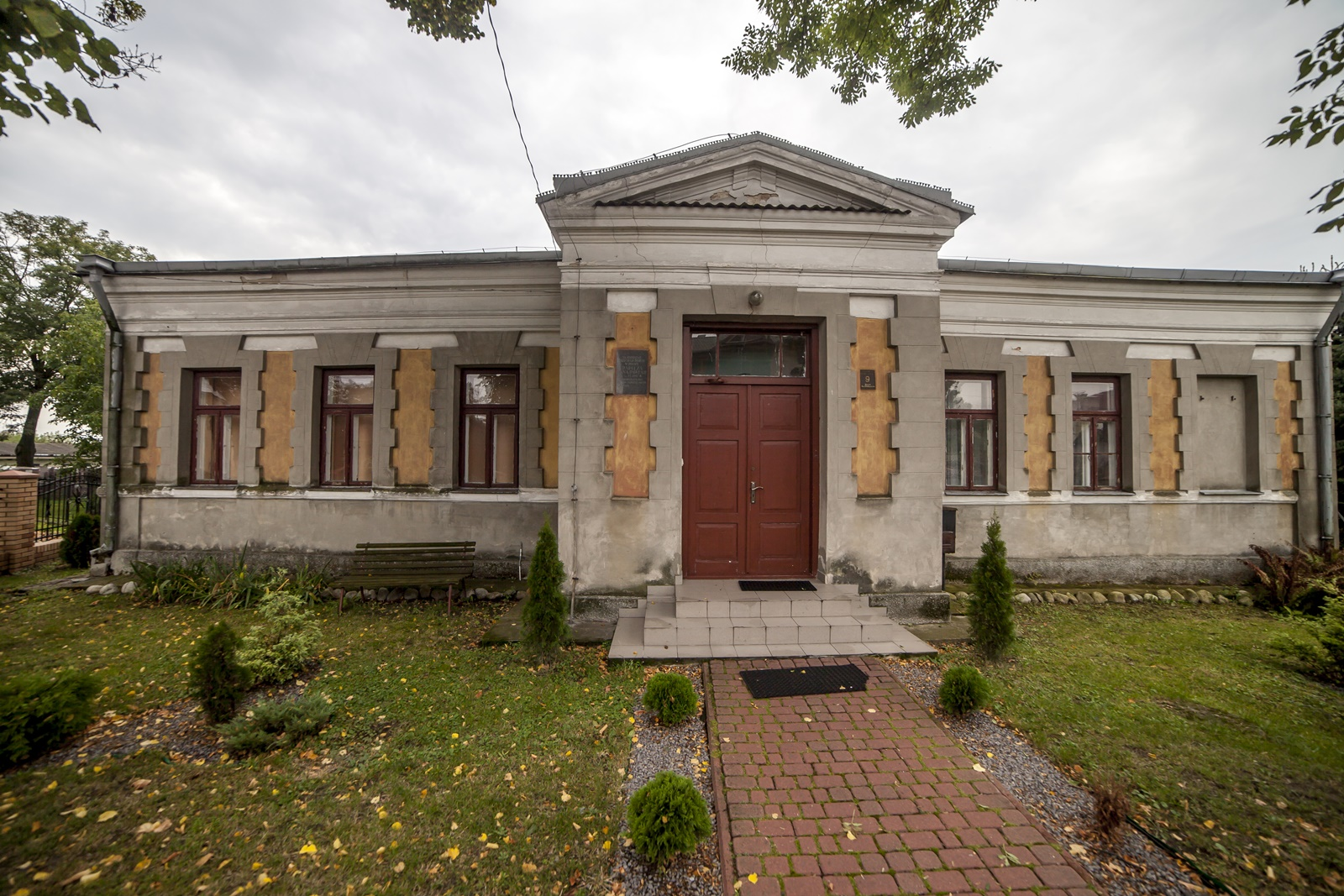
Plebania

25 sierpnia 1533 roku utworzono parafię w Puchaczowie. Dokument fundacyjny był sygnowany w Kielcach przez biskupa krakowskiego Piotra Tomickiego. W tymże roku na miejscu dawnej drewnianej kaplicy pobudowany został drewniany kościół, ufundowany przez biskupa lwowskiego Jana Próchnickiego dla Polaków i Rusinów. Konsekracji kościoła dokonano 14 września 1533 r. Parafia Puchaczów weszła w skład dekretu parczewskiego w diecezji krakowskiej a jej obszar obejmował wioski: Nadrybie, Stara Wieś, Turowa Wola, Stpycza, Wola Brzozowa, Zawadów.
Biskup Jan Próchnicki, chcąc zachęcić księży do administrowania parafią, zapisał na utrzymanie kościoła w Puchaczowie dziesięciny z miasta Puchaczowa, Starej Wsi, Nadrybia i wszystkich miejscowości, które przez klasztor zostaną przejęte. Z powodu braku księdza obrządku łacińskiego na początku XVI w. funkcjonowała w Puchaczowie tylko parafia obrządku greckiego, a ludność katolicka i grecka uczęszczała do tej samej świątyni (oppidum Puhaczow ubi Ruthenicum habitant).
Obok funkcjonującego wówczas kościoła pw. Świętego Krzyża, istniał w Puchaczowie szpital pod tym samym imieniem. Wybudował go podskarbi koronny religii greckiej Mikołaj Daniłowicz w roku 1642, w dziesięć lat po erygowaniu kościoła. Opiekę nad szpitalem sprawował pleban, wspierany przez zakon benedyktynów. Wizytacja z roku 1603 podaje, że jakąś formę nadzoru nad nim sprawował ówczesny wójt miasta Puchaczowa Jan Dytkowski.
W roku 1675 szpital utrzymywał się z prowizji zapisanych przez Mikołaja Piotrowskiego i Wojciecha Janiszewskiego.
Według protokołu wizytacyjnego z roku 1748 szpital miał dwa ogrody i 100 florenów oddanych na wyderkaf.
W protokołach wizytacyjnych pisano, że „szpital zbudowany był z drewna, pokryty gontem, posiadał dwie izby z komorami”.
Poprawę stanu materialnego miasteczka, parafii Puchaczów i zapewne szpitala zawdzięczać należy m.in. majętnym dzierżawcom: Janowi Lisieckiemu i Rekwirowiczom.
J. Lisiecki był na tyle zamożny, że w 1702 r. udzielił pożyczki władzom miejskim Łęcznej i tamtejszym mieszkańcom, na zapłacenie kontrybucji nałożonej na miasto „w czasie wojny polskiej ze Szwedami dla potrzeby wojennej”.

### Pamiątki „trudnych czasów”
Miasteczko nad Jagielnicą pamięta przemarsze wojsk szwedzkich w latach 1702–1709 oraz czasy konfederacji barskiej i insurekcji kościuszkowskiej (figura oraz pomnik z popiersiem T. Kościuszki w Rynku). W okresie rozbiorów mieszkańcom tych ziem nie zabrakło ducha i środków aby wspierać nie tylko „potrzebę wojenną”, ale także gromadzić środki z przeznaczeniem na nową świątynię parafialną.
Z fundacji opata sieciechowskiego Leonarda Prokopowicza w 1778 roku rozpoczęto budowę nowego, murowanego kościoła.
Na miejscu dawnej drewnianej kapliczki powstała nowa – murowana kapliczka, jako votum chroniące mieszkańców przed epidemią. W świadomości mieszkańców miasteczka funkcjonowały dwie nazwy tej kapliczki: „Boży Jan” lub „Święty Jan Nepomucen”.
Z połowy XIX w. pochodzi, istniejąca do dzisiaj ceglano – kamienna kolumna nawiązująca do zwyczajów galicyjskich „krzyży pańszczyźnianych”.
Puchaczów, zabudowany drewnianymi domami, ustawionymi gęsto, „szczyt w szczyt”, padł często ofiarą pożarów. W roku 1880 pożar niemal całkowicie zniszczył osadę. W konsekwencji tego nieszczęścia ludność Puchaczowa popadła w nędzę co spowodowało, że wszelkie choroby odezwały się z całą siłą. Podobne spustoszenia wśród mieszkańców miasteczka spowodowała później I i II wojna światowa.
W tym czasie Puchaczów liczył 962 mieszkańców, w 1921 roku – 1012 mieszkańców, zaś po wojnie, w 1946 roku – 938.

### Powstanie styczniowe
Niezadowolenie społeczeństwa polskiego z poczynań władz zaborczych doprowadziło na terenie całego Królestwa Polskiego do licznych protestów, manifestacji i wystąpień. Gorącymi zwolennikami sprawy narodowej byli, pochodzący z pobliskiego Nadrybia, bracia Jan i Kazimierz Bogdanowiczowie. Początkowo pracę nad przygotowaniem do powstania prowadzili w ramach Towarzystwa Rolniczego.
Większość działaczy konspiracyjnych zdawała sobie sprawę, że powstanie może odnieść sukces tylko w przypadku, jeżeli zostanie przeprowadzone reforma uwłaszczeniowa.
Kazimierz i Jan byli gorącymi zwolennikami i propagatorami. Jak wynika z relacji władz carskich, po nabożeństwach w kościele jeden z braci zawsze przemawiał do zgromadzonego ludu, zachęcając go aby łączył się z właścicielami ziemskimi i nie żałował „nawet ostatniej kropli krwi do wyzwolenia ojczyzny”. Jan Bogdanowicz miał także zapraszać chłopów na rozmowy. Mówił o zbliżającej się walce i podkreślał „iż nie może w niej zabraknąć chłopskiej krwi”.
W późniejszym okresie rozwinęli szeroką działalność propagandową na terenie całego powiatu krasnystawskiego. Częstymi gośćmi w ich rodzinnym Nadrybiu byli emisariusze z Warszawy – studenci Akademii Medycznej. Jan i Kazimierz byli związani początkowo ze stronnictwem „Białych”. Nie godząc się jednak z odrzuceniem przez ten obóz ideologii powstania zbrojnego, stali się czynnymi działaczami obozu „Czerwonych”. Jego zwolennicy 17 października 1861 r. powołali w Warszawie tzw. Komitet Ruchu w celu powiązania istniejących komórek konspiracyjnych. Natomiast w połowie 1862 r. kierownictwo stronnictwa ruchu przyjęło nazwę Komitetu Centralnego Narodowego. Jan Bogdanowicz objął w nim eksponowane stanowisko zastępcy członka Komitetu Centralnego; z upoważnienia komitetu zarządzał Rusią oraz województwami: lubelskim i podlaskim. W wyniku zdrady Aleksandra Starczewskiego został w listopadzie 1862 r. aresztowany i osadzony w twierdzy „Zamość”.
Kazimierz nie rezygnował z działalności konspiracyjnej. Nadal brał czynny udział w przygotowaniach do przyszłej walki zbrojnej. W nocy z 15 na 16 stycznia Komitet Centralny powziął brzemienna w skutki decyzję o wybuchu powstania, wyznaczając jego termin na noc z 22 na 23 stycznia.
Najprawdopodobniej w Lublinie na specjalnym zebraniu Kazimierzowi Bogdanowiczowi powierzono zadanie opanowania Chełma. Jako punkt koncentracji przed atakiem na miasto wyznaczono w Bukowej Małej. Znalazł się jednak zdrajca, który doniósł władzom rosyjskim o miejscu i terminie koncentracji. Wojska rosyjskie zaskoczyły gromadzących powstańców, biorąc ich do niewoli.
Wszystkie te wydarzenia spowodowały, że planowany atak na Chełm nie doszedł do skutku.
Kazimierz po tym pierwszym niepowodzeniu zdołał jednak przygotować oddział powstańczy gotowy do walki. Według rosyjskiego historyka powstania Berga – „Był on umundurowany. Piechota – 400 ludzi w brązowych świtkach z czarnymi pasami i czarnymi barankowymi konfederatkami o różnokolorowych kokardach. Jazda – 60 koni, miała granatowe mundury, barankowe czapki i brązowe kurtki. Piechota była uzbrojona w strzelby myśliwskie. Kawaleria miała lance z biało-czerwonymi chorągiewkami, pałasze i pistolety”. Oddział posiadał też sztandar o barwach narodowych, a jego dowódca prowadził obozową kancelarię. Natomiast według władz powstańczych oddział miał liczyć tylko 200 powstańców. W pierwszych dniach powstania Kazimierz Bogdanowicz prowadził akcję zbrojną współpracując z dowódcami oddziałów – Mikołajem Naczajem i Oswaldem Radziejewskim. Do większej potyczki doszło dopiero 18 lutego pod Rudką. Powstańcy skoncentrowali siły, łącznie 500-600 ludzi, z zadaniem rozbicia znajdujących się we wsi wojsk rosyjskich. Brak koordynacji i słabe uzbrojenie staje się przyczyną klęski. Zgrupowanie zostaje rozbite.
Bogdanowiczowi udało się wyprowadzić znaczną część swych ludzi. Wycofując się przed obławą, przeniósł się w swoje rodzinne strony. 24 lutego na czele swojego oddziału wkroczył do Puchaczowa i tego samego dnia opanował także Łęczną.
Kazimierz Bogdanowicz wystąpił w Puchaczowie jako przedstawiciel władz powstańczych. Ogłosił Manifest Rządu Narodowego, przekonywał obywateli do wstąpienia w szeregi jego oddziału. Po opuszczeniu Łęcznej partia ukryła się w lasach między Ludwinem, Zezulinem i Krasnem.
Sam Bogdanowicz postanowił udać się do pobliskiego rodzinnego Nadrybia. Wracając, został 26 lutego schwytany przez kozaków we wsi Zezulin. Według wersji zawartej w prasie powstańczej wracać miał bryczką. Jego szwagier Józef Seweryn Liniewski pisze w pamiętniku, iż chciał się wymknąć konno przeczesując okolice Zezulina nieprzyjacielowi jednak „bystre oko kozactwa dostrzegło go” i został ujęty. Te relacja jest bliższa legendzie przekazywanej przez tutejszych mieszkańców, według której Kazimierz Bogdanowicz nie widząc szansy ucieczki spłoszył konia i postanowił ukryć się w terenie. Jednak wierne zwierzę powróciło, zdradzając w ten sposób miejsce kryjówki. Po schwytaniu przewieziono go następnie do Lublina (na podstawie relacji zamieszczonej w krakowskiej gazecie „Czas”). Gdy prowadzono Kazimierza przez Lublin patriotyczna ludność, gotowa wszystko oddać dla dobra Ojczyzny, licznie wyległa na ulice. Chciała bowiem przywitać i równocześnie pożegnać znajomego sobie młodego dziedzica. Gen. Chruszczow w swym raporcie stwierdził, iż ujęcie Bogdanowicza „który miał silny wpływ na umysły mieszkańców Lublina podkopało ufność do moralnej siły powstania”. Namiestnik, wielki książę Konstanty w depeszy do cara z 28 lutego dodał szyfrową informację o Bogdanowiczu, że jest to „jedna z najbardziej ważnych osobistości”. Car Aleksander na podstawie tej informacji miał nadzieję, ze Kazimierz doprowadzi do głównych działaczy Komitetu Centralnego. Jednak spotkać musiało go rozczarowanie.
W depeszy do cara z 6 marca wielki książę Konstanty napisał: „Bogdanowicz był strasznie uparty, nic nie powiedział”. Sąd wojenny skazał go na karę śmierci przez rozstrzelanie.
Bogdanowicz odrzucał sugestie Chruszczowa, aby prosił cara o łaskę. Wyrok został wykonany 6 marca 1863 roku.
Naczelnik cywilny powiatu lubelskiego ksiądz Marceli Bieliński w liście kondolencyjnym do Matki napisał: „Matka, która takiego syna urodziła, nie potrzebuje pocieszenia, skoro syn ginie w obronie sprawy ojczystej, a odrzucając łaskę najazdu daje świadectwo prawdzie i staje się świętym męczennikiem”. Słowa te w niczym nie odbiegały do rzeczywistości. Tak był postrzegany Kazimierz Bogdanowicz od samego początku do swojej bohaterskiej śmierci. I tak, jak pisałem na początku, w pamięci mieszkańców na długo pozostał wzorem patrioty gotowego oddać życie za wolność Ojczyzny. Wyrazem tego jest pieśń przekazywana z pokolenia na pokolenie, oto jej fragment:
„...Bogdanowicz się nazywał, licząc lat dwadzieścia parę
w młodym wieku okazywał, jak ma czcić ojczyznę i wiarę...”
Pomimo tych klęsk na wiosnę na Lubelszczyźnie tworzą się nowe oddziały, między innymi: Kajetana Brzozy koło Chełma, Michała (Wojciecha) Witkowskiego koło Sawina, Gembskiego i Skawińskiego koło Siedliszcza. Przy końcu maja połączył je i objął nad nimi dowództwo Władysław Ruski, były oficer austriacki, adiutant Józefa Bema z 1849 r., partia ta otrzymała oficjalną nazwę: Trzeci Oddział Wojsk Narodowych Województwa Lubelskiego. Najprawdopodobniej w tym oddziale znaleźli się mieszkańcy Puchaczowa i Łęcznej.
W dziejach powstania styczniowego na terenie Lubelszczyzny rozegrało się wiele bitew i potyczek. Najbardziej jednak w pamięci mieszkańców Puchaczowa i okolicznych miejscowości utkwiła bitwa, która rozegrała się w Bogdance i Puchaczowie 18 listopada 1863 r. Połączone oddziały majora Mareckiego (były oddział Ruckiego) i Lenieckiego zatrzymały się na folwarku Bogdanka, aby odpocząć. Jednak okazało się, że w pobliskim Puchaczowie stały znaczne siły rosyjskie. Mimo zmęczenia i wyczerpania zmusiło to powstańców do przyjęcia bitwy. Piechota nasza szła śmiało naprzód, a tyralierzy posuwając się żywo, rażąc strzałami zaczęli już oskrzydlać Moskali. Moskwa nie utrzymała tak śmiałego ataku i w największym nieładzie pierzchła z miasta przez groble do wsi Brzeziny. Tak relacjonował przebieg bitwy gen. Kruk w raporcie do Rządu Narodowego w Warszawie. Wtedy, gdy toczyła się ta zwycięska bitwa pod Puchaczowem, przebywał on w Łęcznej wraz z eskortą liczącą 40 jeźdźców.
13 stycznia 1870 r. pozbawiono Puchaczów praw miejskich.

### Okres międzywojenny
W sierpniu 1920 roku do Puchaczowa wkroczyły oddziały wojsk bolszewickich: 58 dywizji strzelców pieszych i konne podjazdy zgrupowania gen. Siemiona Budionnego. Po parodniowym stacjonowaniu zostały wyparte w nocy z 14 na 15 sierpnia 1920 r. przez Grupę gen. Stanisława Bułak – Bałachowicza.
W pamiętniku rodowitego mieszkańca Puchaczowa por. Stanisława Lisa – Błońskiego, oficera łącznikowego przy gen. St. Bułak – Bałachowicza czytamy min. „W nocy z dnia 14 na 15 sierpnia przyszedł rozkaz maszerować naprzód (oddział stał w Łęcznej od 5 sierpnia – przyp. GJP), prostopadle na wschód, na Puchaczów – Włodawę. Natarcie na Brygadę Kawalerii sowieckiej wykonano z dwóch stron: z północy i południa. Pod osobistym dowództwem gen. Bałachowicza, przy współudziale artylerii, uderzono od Dratowa na Puchaczów. Ja, jako dokładnie znający tamtejszy teren, obszedłem Puchaczów od południa, przez Ciechanki, koło folwarku Ciechanki i wsi Łańcuchowa. Bolszewicy bez strat wycofali się pośpiesznie z Puchaczowa w kierunku na Cyców, lecz w powyższym rejonie cała ta brygada została częściowo wycięta, częściowo wzięta do niewoli”.
15 sierpnia, jak wspomina dalej Lis – Błoński, wojsko zostało podjęte jadłem i napitkiem w Rynku a „wojsko i konie tonęły w powodzi kwiatów. Okrzykom radości nie było końca”.
Dla upamiętnienia tamtych wydarzeń, w latach trzydziestych w Rynku wzniesiono pomnik z popiersiem Piłsudskiego, nieopodal ówczesnego pomnika T. Kościuszki.

### II wojna światowa– okupacja niemiecka i sowiecka
We wrześniu 1939 roku Puchaczów był świadkiem co najmniej trzech większych przemarszów wojsk: dwukrotnie sowieckich, w tym raz w kierunku przez Cyców na Wytyczno (bitwa z 30 września na 1 października 1939 r. z Korpusem Ochrony Pogranicza) oraz hitlerowskich. W połowie września wspomniany kpt. rez. Stanisław Lis-Błoński w pobliskich Brzezinach zorganizował punkt oporu oraz oddział wspierający walki prowadzone z Niemcami przez cywilno – wojskowe ochotnicze oddziały obrony Lublina. Wraz z przekroczeniem granicy wschodniej przez Armię Czerwoną batalion Lisa-Błońskiego przesunął się w inny rejon. Sam Lis-Błoński ciężko ranny w walkach koło Janowa Lubelskiego zmarł 31 października 1939 r. w szpitalu w Szczebrzeszynie. Po ekshumacji jego prochy spoczęły w Warszawie na cmentarzu wojskowym na Powązkach w kwaterze 20B
W listopadzie 1942 r. Niemcy rozpoczęli wywózkę Żydów z Puchaczowa. Większość z nich trafiła do obozu zagłady w Sobiborze a znaczna część na Majdanek. Koloniści niemieccy, którzy osiedli tutaj na przełomie lat dwudziestych i trzydziestych, zostają decyzja Hitlera przesiedleni do Rzeszy. Ich gospodarstwa i ziemie zajęli przesiedleńcy z Poznańskiego. Tuż po wojnie kolejną falę emigrantów stanowili repatrianci z Wołynia.
W 1942 roku kol. Puchaczów, Turowoli i Ostrówku pojawił się, przybyły zza Buga, oddział (nasycony agentami NKWD (MGB)) liczący od 100 do 700 ludzi (meldunki BCh, AK i niemieckie są tu rozbieżne), mający charakter zwiadowczo – rozpoznawczy. Brak jakiejkolwiek informacji na temat czynnej walki tego oddziału z niemieckim okupantem.
Na terenie Puchaczowa i okolic funkcjonował Związek Walki Zbrojnej później AK i Narodowe Siły Zbrojne. Pod koniec 1942 r. obserwuje się rozwój partyzantki PPR-owskiej, która przyjęła wiele osób powiązanych z Batalionami Chłopskimi. Działały tutaj okresowo oddziały G. Korczyńskiego (S. Kilanowicza) oraz I. Rosenfarba i T. Ajzenmana. Również imiona „Struga” i „Grota” na długo zapisały się w pamięci mieszkańców.
W ramach „Akcji Burza” bitwę z Niemcami pod Bogdanką i Puchaczowem stoczył trzeci batalion 7 pułku 3 DPAK dowodzony przez Bolesława Flisiuka pseudonim „Jarema”, „Zawisza”. Bitwa ta zbiegła się z wyzwoleniem Puchaczowa, które miało miejsce 21 lipca 1944 r. Wydarzenia te upamiętniła tablica wmurowana na ścianie kościoła parafialnego w Puchaczowie.
Trzy lata później w nocy z 2 na 3 lipca 1947 r. Puchaczów zostaje spacyfikowany przez będące pod komendą kpt. Zdzisława Brońskiego „Uskoka” WiN-owskie oddziały „Wiktora” - Stanisława Kuchcewicza, „Żelaznego” i Józefa Struga „Ordona”. W akcji, której inicjatorem był „Wiktor” – jeden z dowódców „Uskoka”, zostało rozstrzelanych w ramach akcji odwetowej 21 mieszkańców (wcześniej sporządzono listę) a 22 mieszkaniec zmarł po miesiącu. 10 z zamordowanych było członkami PPR, reszta to członkowie ich rodzin i przypadkowi świadkowie. Był to odwet za zabicie przez UB w Turowoli trzech partyzantów z patrolu „Wiktora” wydanych z rąk trzech mieszkańców Puchaczowa. Akcja została przeprowadzona bez wiedzy „Uskoka”, jednakże w jego opinii wieś była silnie skomunizowana i zachowanie jej mieszkańców zasługiwało na karę. W trakcie zarządzonej przez władze po pacyfikacji Puchaczowa akcji specjalnej grupy operacyjnej zabito m.in. "Ordona".

## Mozaika wyznań i narodowości
Od wieków Puchaczów i okoliczne miejscowości zamieszkiwała ludność wielowyznaniowa i wielokulturowa. Jednak wiek XIX przynosi prawdziwą mozaikę narodowości i wyznań. W samym Puchaczowie zamieszkiwali: Żydzi wyznania mojżeszowego, prawosławni Ukraińcy i Rosjanie, grekokatolicy, unici narodowości polskiej, ukraińskiej i rosyjskiej, Niemcy – zarówno katolicy, jak i protestanci (luteranie, baptyści). Jednak dominującą grupę stanowili Polacy wyznania rzymskokatolickiego skupieni w parafii Wniebowzięcia NMP należącej od roku 1807 do diecezji lubelskiej, erygowanej w 1805 roku.
W archiwach parafialnych tamtego okresu najczęściej spotykane nazwiska to: Brzoskowski, Grabowski, Grzesiuk, Kłembokowski, Kołodziej, Niedzielski, Ryć, Skoczylas, Szurek, Żmuda, Żmurek.
W XIX wieku wzrosła liczba prawosławnych, należących do parafii w Dratowie, Cycowie i Syczynie, a w samym Puchaczowie oraz w okolicznych miejscowościach zwiększyła się liczba Żydów. Na przełomie XIX i XX wieku posiadają oni tutaj swój dom modlitwy. Ton żydowskiej wspólnocie w Puchaczowie nadawali należący do odłamu chasydów, czterej zamożni kupcy, mający swoje sklepy w Rynku, a także przy obecnych ulicach Mickiewicza i Lubelskiej. Mieli oni również znaczący wpływ na gminę żydowską w Łęcznej. W 1915 roku w Puchaczowie odnotowano znaczny odpływ ludności wyznania prawosławnego.
W wyniku działań wojennych prowadzonych w latach 1915–1916 z osady pozostały prawie same zgliszcza a okolice zapełniły się cmentarzami żołnierzy, zwłaszcza niemieckich i austriackich, poległych podczas bitew i potyczek na tym terenie.
W latach 1923–1933 w Puchaczowie i na terenie gminy obserwuje się zwiększoną imigrację ludności zwłaszcza niemieckiej, w mniejszym stopniu ukraińskiej